# Aloe neoqaharensis
Aloe neoqaharensis är en grästrädsväxtart som beskrevs av T.A.Mccoy. Aloe neoqaharensis ingår i släktet Aloe och familjen grästrädsväxter.
Artens utbredningsområde är Saudiarabien. Inga underarter finns listade i Catalogue of Life.